# Lijst van vlaggen van Costa Ricaanse kantons
Dit artikel bevat een lijst van vlaggen van Costa Ricaanse kantons. Costa Rica telt 82 kantons.

## Alajuela

Alajuela
Atenas
Grecia
Guatuso
Los Chiles
Naranjo
Orotina
Palmares
Poás
Río Cuarto
San Carlos
San Mateo
San Ramón
Sarchí
Upala
Zarcero

## Cartago

Alvarado
Cartago
El Guarco
Jiménez
La Unión
Oreamuno
Paraíso
Turrialba

## Guanacaste

Abangares
Bagaces
Cañas
Carrillo
Hojancha
La Cruz
Liberia
Nandayure
Nicoya
Santa Cruz
Tilarán

## Heredia

Barva
Belén
Flores
Heredia
San Isidro
San Pablo
San Rafael
Santa Bárbara
Santo Domingo
Sarapiquí

## Limón

Guácimo
Limón
Matina
Pococí
Siquirres
Talamanca

## Puntarenas

Buenos Aires
Corredores
Coto Brus
Esparza
Garabito
Golfito
Montes de Oro
Osa
Parrita
Puntarenas
Quepos

## San José

Acosta
Alajuelita
Aserrí
Curridabat
Desamparados
Dota
Escazú
Goicoechea
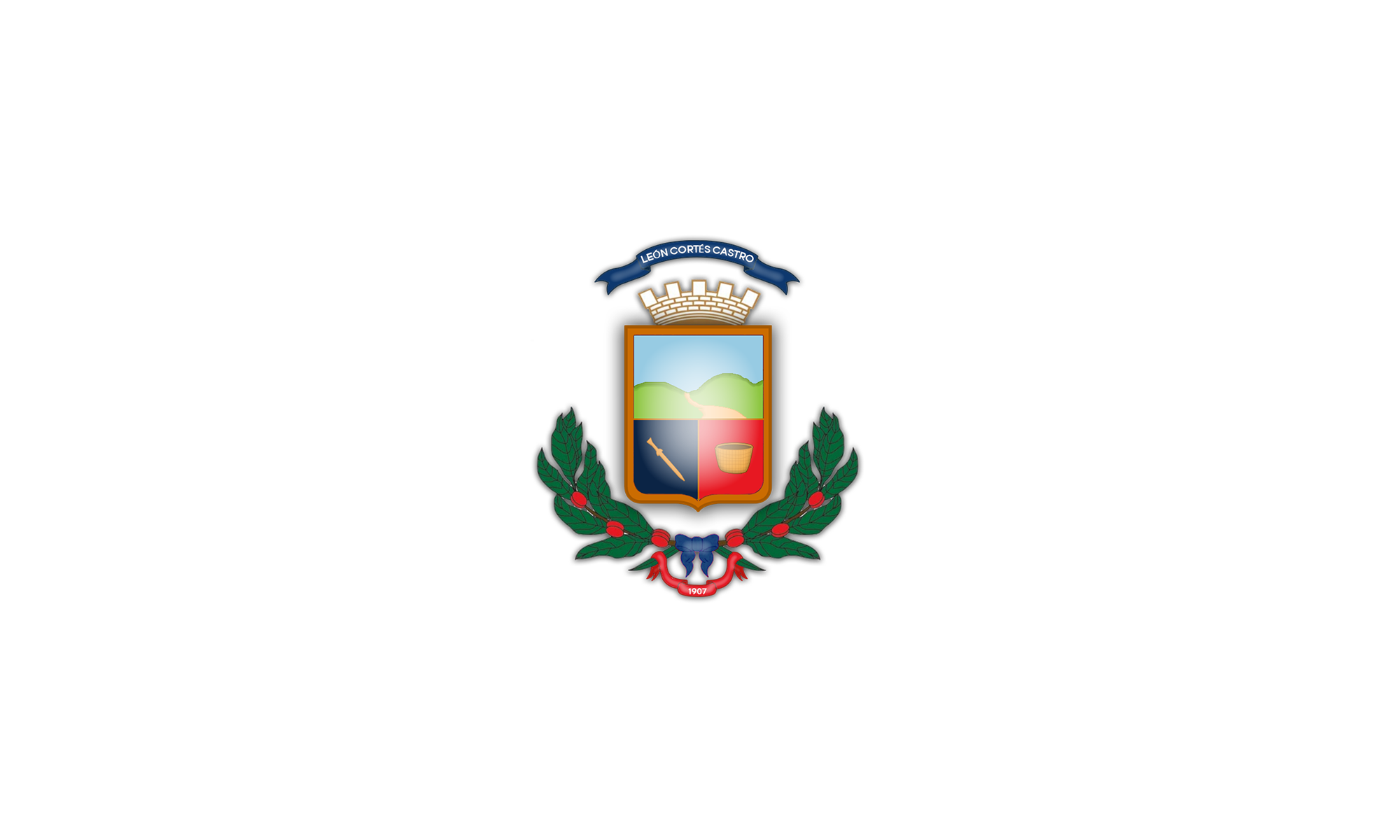
Leon Cortés
Montes de Oca
Mora
Moravia
Perez Zeledón
Puriscal
San José
Santa Ana
Tarrazú
Tibás
Turrubares
Vásquez de Coronado

Andorra · Armenië · België · Bosnië en Herzegovina · Brazilië · Bulgarije · Canada · Chili · Colombia · Costa Rica · Denemarken · Duitsland · El Salvador · Estland · Frankrijk · Georgië · Indonesië · Italië · Kroatië · Letland · Liechtenstein · Litouwen · Luxemburg · Malta · Mexico · Montenegro · Nederland · Noord-Macedonië · Noorwegen · Oekraïne · Oostenrijk · Polen · Portugal · Roemenië · Rusland · San Marino · Servië · Slowakije · Spanje · Tsjechië · Venezuela · Verenigd Koninkrijk · Verenigde Staten · Wit-Rusland · Zimbabwe · Zwitserland
Historisch: België · Nederland
Zie ook: Vlaggenlijsten (per land) · Vlaggen van afhankelijke gebieden · Vlaggen van subnationale entiteiten (per land) · Lijst van vlaggen van hoofdsteden